# Persone di nome Filippo/Nobili
| Questa pagina contiene informazioni ricavate automaticamente dalle voci biografiche con l'ausilio del template Bio e di un bot. L'aggiornamento è periodico e automatico e ricostruisce completamente la pagina. Se manca una persona in questa lista, sei pregato di non aggiungerla, ma accertati piuttosto che la sua voce biografica contenga il template Bio e che i dati anagrafici siano correttamente compilati. Se il template Bio manca, inseriscilo tu stesso o, in alternativa, metti l'avviso {{tmp\|Bio}} che ne segnala la mancanza. Se i dati riportati sono sbagliati, correggi direttamente la voce biografica; le modifiche saranno visibili in questa lista entro pochi giorni. Per chiarimenti vedi il progetto antroponimi. La lista contiene solo le 73 persone che sono citate nell'enciclopedia e per le quali è stato implementato correttamente il template Bio. Pagina aggiornata al 6 ago 2025. |

Questa è una lista di persone presenti nell'enciclopedia che hanno il nome Filippo e sono nobili.

## A(2)
- Filippo Giacomo Albani, IV principe di Soriano nel Cimino, nobile italiano (Roma, n. 1766 - Roma, † 1852)
- Filippo II d'Assia-Rheinfels, nobile tedesco (Marburgo, n. 1541 - Castello di Rheinfels, † 1583)

## B(2)
- Filippo Bentivoglio, nobile italiano († 1723)
- Filippo Borromeo, nobile, politico e banchiere italiano (Arona, n. 1419 - Arona, † 1469)

## C(6)
- Filippo Caetani, VII duca di Sermoneta, nobile, commediografo e poeta italiano (Roma, n. 1565 - Roma, † 1614)
- Filippo Caracciolo, nobile, politico e antifascista italiano (Napoli, n. 1903 - Napoli, † 1965)
- Filippo Cesarini, nobile italiano (Roma - Roma, † 1685)
- Filippo I Colonna, nobile italiano (Roma, n. 1578 - † 1639)
- Filippo II Colonna, nobile italiano (Roma, n. 1663 - Roma, † 1714)
- Filippo Corradi, nobile e politico italiano (Gonzaga - Gonzaga)

## D(22)
- Filippo III d'Assia-Butzbach, nobile tedesco (Darmstadt, n. 1581 - Butzbach, † 1643)
- Filippo di Dampierre, nobile fiammingo († 1308)
- Filippo Andrea V Doria Pamphili, nobile e politico italiano (Roma, n. 1813 - Roma, † 1876)
- Filippo Andrea VI Doria Pamphili, nobile e politico italiano (Roma, n. 1886 - Roma, † 1958)
- Filippo I di Parma, nobile spagnolo (Madrid, n. 1720 - Alessandria, † 1765)
- Filippo III di Waldeck, nobile tedesco (Waldeck, n. 1486 - Bad Arolsen, † 1539)
- Filippo Prospero di Spagna, nobile spagnolo (Madrid, n. 1657 - Madrid, † 1661)
- Filippo d'Arenberg, nobile belga (Barbençon, n. 1587 - Madrid, † 1640)
- Filippo II di Borbone-Orléans, nobile, politico e generale francese (Saint-Cloud, n. 1674 - Versailles, † 1723)
- Filippo d'Angiò, nobile francese (n. 1300 - † 1331)
- Filippo Francesco d'Arenberg, nobile e militare belga (n. 1625 - † 1674)
- Filippo II Francesco d'Este, nobile (n. 1621 - † 1653)
- Filippo I d'Este, nobile italiano (Ferrara, n. 1537 - Ferrara, † 1592)
- Filippo I di Baden, nobile tedesco (n. 1479 - † 1533)
- Filippo II di Baden-Baden, nobile tedesco (Baden-Baden, n. 1559 - Baden-Baden, † 1588)
- Filippo Hurepel di Clermont, nobile francese (n. 1201 - Corbie, † 1234)
- Filippo di Lannoy, principe di Sulmona, nobile e militare italiano (n. 1514 - † 1553)
- Filippo IV di Nassau-Weilburg, nobile tedesco (Weilburg, n. 1542 - Saarbrücken, † 1602)
- Filippo di Piero Strozzi, nobile, generale e condottiero italiano (Venezia, n. 1541 - Isole Azzorre, † 1582)
- Filippo di Schleswig-Holstein-Sonderburg-Glücksburg, nobile tedesco (n. 1584 - † 1663)
- Filippo Luigi di Schleswig-Holstein-Sonderburg-Wiesenburg, nobile tedesco (Bottrop, n. 1620 - Schneeberg, † 1689)
- Filippo II di Waldeck, nobile tedesco (n. 1453 - Bielefeld, † 1524)

## F(18)
- Filippo I di Schaumburg-Lippe, nobile tedesco (Lemgo, n. 1601 - Stadthagen, † 1681)
- Filippo d'Assia-Darmstadt, nobile tedesco (Darmstadt, n. 1671 - Vienna, † 1736)
- Filippo d'Assia-Homburg, nobile tedesco (Homburg, n. 1779 - Homburg, † 1846)
- Filippo Guglielmo di Brandeburgo-Schwedt, nobile (Königsberg, n. 1669 - Schwedt, † 1711)
- Filippo d'Artois, nobile francese (n. 1358 - Anatolia, † 1397)
- Filippo d'Artois, nobile francese (n. 1269 - Furnes, † 1298)
- Filippo Teodoro di Waldeck, nobile tedesco (Arolsen, n. 1614 - Korbach, † 1645)
- Filippo IV di Waldeck, nobile tedesco (Bad Wildungen, n. 1493 - Waldeck, † 1574)
- Filippo II di Pomerania, nobile tedesco (Franzburg, n. 1573 - Stettino, † 1618)
- Filippo Giulio di Pomerania, nobile tedesco (n. 1584 - Wolgast, † 1625)
- Filippo di Savoia, nobile (Ripaglia, n. 1417 - Annecy, † 1444)
- Filippo II de Toucy, nobile italiano
- Filippo I di Borgogna, nobile (Castello di Rouvres, n. 1346 - Castello di Rouvres, † 1361)
- Filippo I di Namur, nobile fiammingo (Valenciennes, n. 1174 - Namur, † 1212)
- Filippo II di Borgogna, nobile (Pontoise, n. 1342 - Halle, † 1404)
- Filippo II di Namur, nobile francese (n. 1194 - Saint-Flour, † 1226)
- Filippo III di Borgogna, nobile (Digione, n. 1396 - Bruges, † 1467)
- Filippo del Palatinato, nobile (Heidelberg, n. 1448 - Germersheim, † 1508)

## G(5)
- Filippo Gentili, nobile italiano (n. 1690 - Roma, † 1753)
- Filippo Ghisi, nobile italiano (Venezia - Negroponte, † 1299)
- Filippo Alfonso Gonzaga, nobile italiano (Novellara, n. 1700 - Massa, † 1728)
- Filippo Luigi Gonzaga, nobile italiano (Madrid, n. 1740 - † 1762)
- Filippo Grimaldi del Poggetto, nobile italiano (Torino, n. 1767 - Torino, † 1817)

## H(2)
- Filippo Hercolani, I principe Hercolani, nobile, politico e diplomatico italiano (Bologna, n. 1663 - Bologna, † 1722)
- Filippo di Hochberg, nobile svizzero (Neuchâtel, n. 1453 - Montpellier, † 1503)

## K(1)
- Filippo di Kleve-Ravenstein, nobile e militare francese (Le Quesnoy, n. 1459 - Wijnendale, † 1528)

## L(2)
- Filippo Lante Montefeltro della Rovere, IV duca di Bomarzo, nobile italiano (Roma, n. 1709 - Roma, † 1771)
- Filippo di Lorena, nobile francese (Parigi, n. 1643 - Parigi, † 1702)

## M(3)
- Filippo Giulio Francesco Mancini, nobile francese (Parigi, n. 1676 - Parigi, † 1768)
- Filippo Manzoni, nobile italiano (Milano, n. 1826 - Milano, † 1868)
- Filippino de' Medici, nobile italiano (Firenze, n. 1598 - Firenze, † 1602)

## N(1)
- Filippo III di Nassau-Weilburg, nobile tedesco (Weilrod, n. 1504 - Weilburg, † 1559)

## O(1)
- Filippo Oldoini, nobile, politico e diplomatico italiano (La Spezia, n. 1817 - La Spezia, † 1889)

## P(2)
- Filippo Guglielmo Augusto del Palatinato, nobile tedesco (Neuburg an der Donau, n. 1668 - Reichstadt, † 1693)
- Filippo duca del Palatinato-Neuburg, nobile tedesco (Heidelberg, n. 1503 - Heidelberg, † 1548)

## S(4)
- Filippo I di Savoia-Acaia, nobile (Susa, n. 1278 - Pinerolo, † 1334)
- Filippo di Savoia-Racconigi, nobile (Torino - Torino, † 1581)
- Filippo Ernesto I di Lippe-Alverdissen, nobile tedesco (Bückeburg, n. 1659 - Alverdissen, † 1723)
- Filippo Maria Sforza, nobile italiano (Pavia, n. 1449 - Milano, † 1492)

## V(1)
- Filippo di Borbone-Vendôme, nobile francese (Parigi, n. 1655 - Parigi, † 1727)

## W(1)
- Filippo VII di Waldeck-Wildungen, nobile tedesco (Alt-Wildungen, n. 1613 - Tábor, † 1645)